# 67
| 67                 |
| ------------------ |
| Dødsfald - Fødsler |
|                    |

| Gregoriansk kalender | 67 LXVII                |
| Ab urbe condita      | 820                     |
| Armensk kalender     | I/T                     |
| Kinesiske kalender   | 2763 – 2764 丙寅 – 丁卯 |
| Etiopisk kalender    | 59 – 60                 |
| Jødisk kalender      | 3827 – 3828             |
| Hindukalendere       |                         |
| - Vikram Samvat      | 122 – 123               |
| - Shaka Samvat       | N/A                     |
| - Kali Yuga          | 3168 – 3169             |
| Iransk kalender      | 555 BP – 554 BP         |
| Islamisk kalender    | 572 BH – 571 BH         |

Se også 67 (tal)

## Begivenheder
- Linus efterfølger Sankt Peter som pave.
- Vespasian ankommer til Judæa for at bekæmpe det jødernes oprør.
- Nero besøger Grækenland hvor han deltager i de Olympiske Lege

## Dødsfald
- 29. juni – Sankt Peter, korsfæstet
- Apostlen Paulus (f. 3), henrettet
- Cestius Gallus, besejret under jødernes oprør.
- Gnaeus Domitius Corbulo, romersk general, selvmord efter ordre fra Nero